# 贾瓦赫蒂
贾瓦赫蒂（羅馬化：Javakheti），又译为扎瓦赫季，是喬治亞的一個歷史地區。贾瓦赫蒂位於喬治亞南部。這一地區的主要經濟產業是自給自足的農業，特別是種植馬鈴薯和飼養牲畜。贾瓦赫蒂地區的主要人口是亞美尼亞人。贾瓦赫蒂地區交通十分不便，現在有計劃修建高速公路改善這裡的交通，但當地的亞美尼亞人反對這一計劃。